# Ford Mustang (troisième génération)
Pour les articles homonymes, voir Ford Mustang (homonymie) et Mustang.
Cet article concerne la troisième génération de l'automobile Ford Mustang. Pour des informations générales sur la Mustang, consultez Ford Mustang.
La Ford Mustang de troisième génération a été produite par Ford de 1978 à 1993. Construite sur la plate-forme Fox de Ford, elle est communément appelée la Mustang à plate-forme Fox. Elle a évolué à travers un certain nombre de niveaux de finition et de combinaisons de transmission au cours de sa vie de production. Elle a subi des mises à jour pour 1987, et pendant un certain temps, elle semblait destinée à être remplacée par une voiture à plate-forme à traction avant de Mazda. Cependant, les dirigeants de l'entreprise ont été influencés par l'opinion des consommateurs et la Mustang est restée propulsion, tandis que la version à traction avant a été nommée Ford Probe. Les passionnés regroupent la génération en deux segments: les voitures de 1979 à 1986, avec leur disposition à quatre phares, et les voitures de 1987 à 1993, avec leurs phares aérodynamiques en composite et leur style de carénage avant. La production s'est terminée avec l'introduction de la Mustang de quatrième génération (SN-95) pour l'année modèle 1994.

## 1979-1982

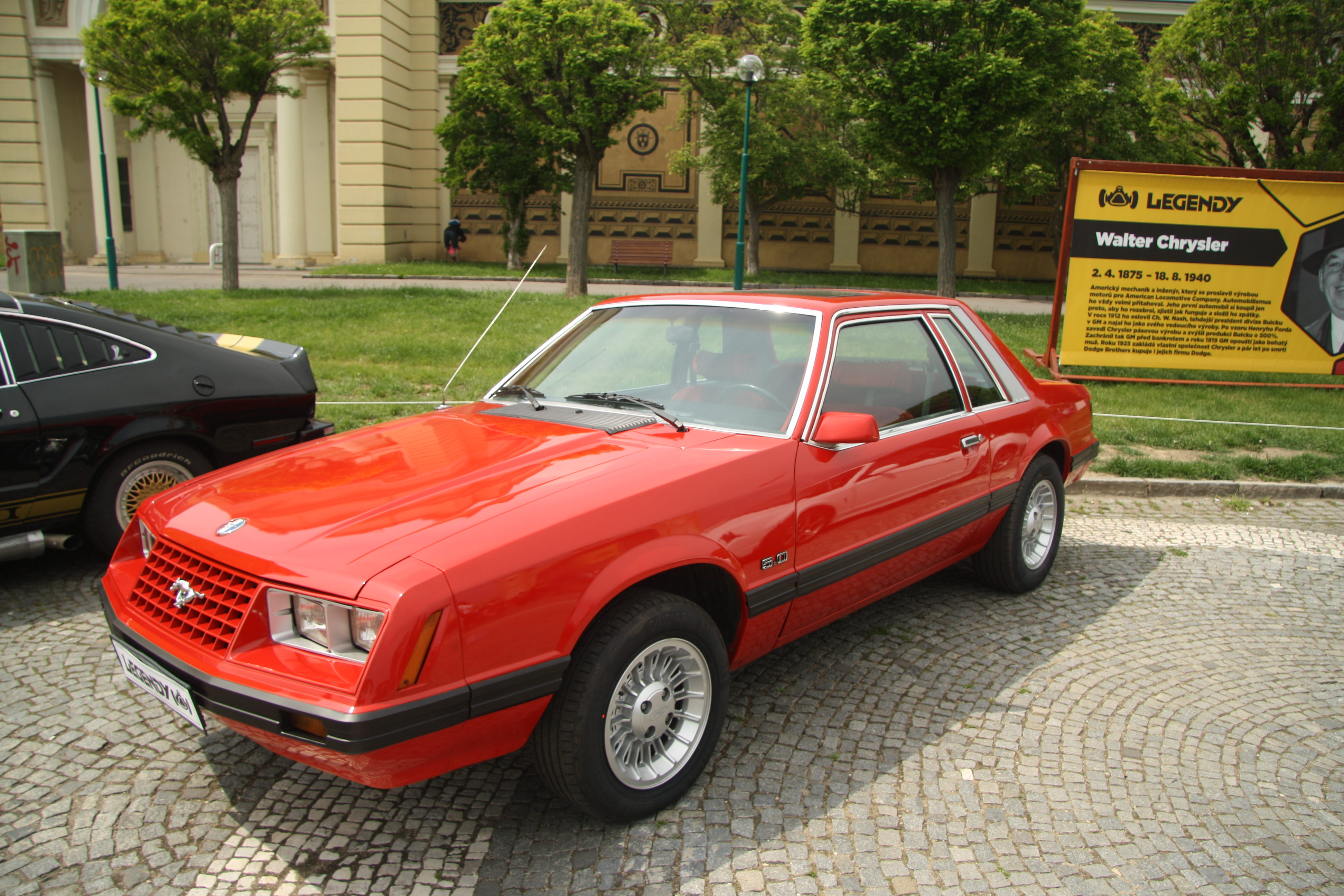
1979 Ford Mustang notchback coupe

La Mustang de l'année modèle 1979 était basée sur la plate-forme Fox. Ce châssis était "l'initiative de Ford de construire une voiture à taille unique pour servir de voiture de sport deux portes et de voiture familiale quatre portes" avec son utilisation initiale par les plus grandes jumelles Ford Fairmont et Mercury Zephyr qui ont fait leurs débuts en l'année modèle 1978. "Ford a construit la Mustang de 1979 autour d'une plate-forme qu'elle partagerait avec des voitures plus modestes de la famille d'entreprises Lincoln-Mercury-Ford afin de réduire les coûts de développement et de construction". Les styles de carrosserie de la Mustang comprenaient un coupé à malle et à hayon. Deux niveaux de finition étaient disponibles: le modèle de base et le modèle Ghia plus luxueux. L'empattement était de 127 mm plus court que la gamme Fairmont/Zephyr à 2 553 mm (presque le même que celui de la Ford Capri européenne sortante et plus de 102 mm plus long que le Mustang II).

### Cobra

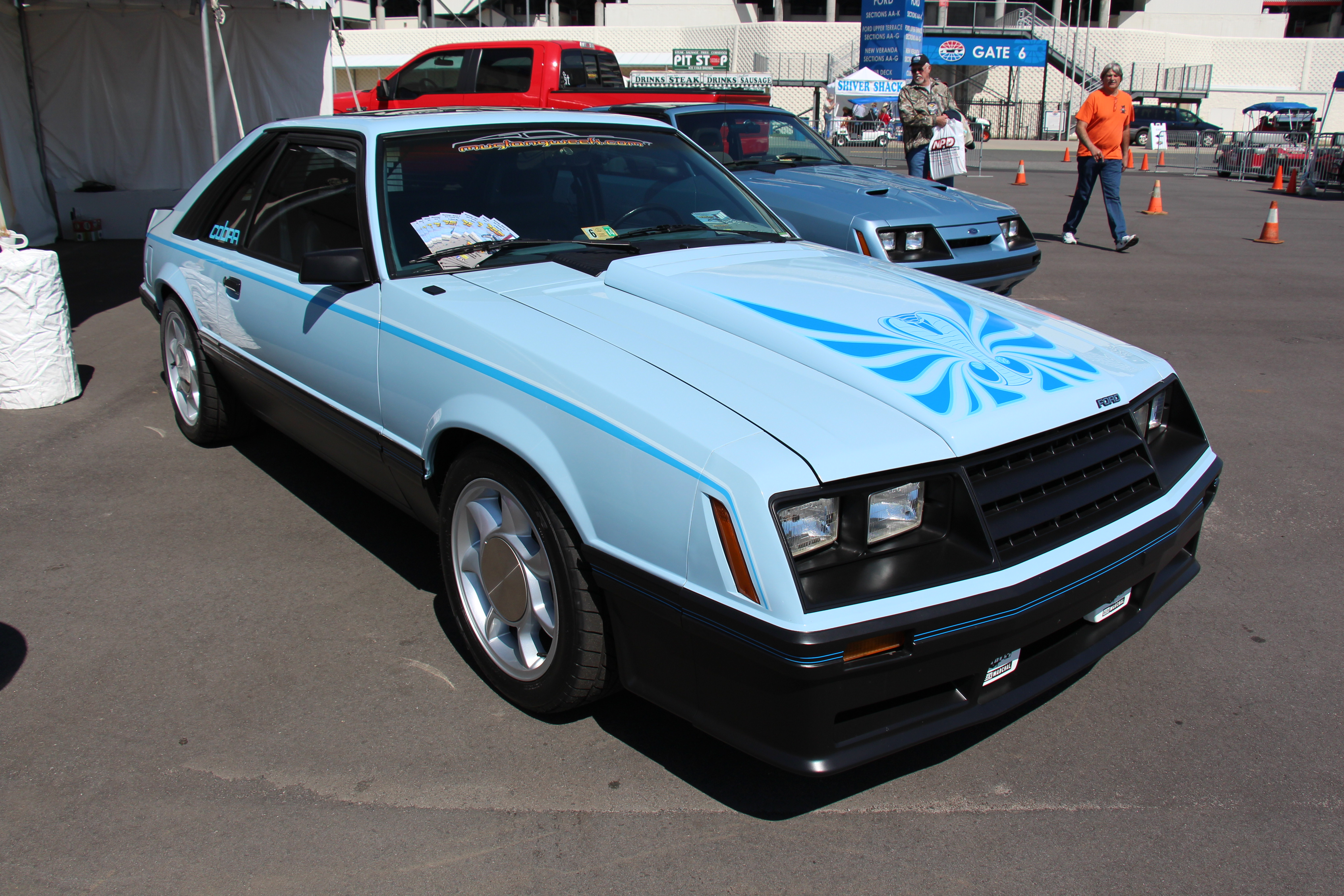
1981 Ford Mustang Cobra hatchback

La finition d'apparence Cobra a également fait ses débuts en 1979 et se poursuivra pendant les années modèles 1980 et 1981. La Cobra de 1979 (17 579 produites) présentait une calandre, des garnitures et des moulures noires (à l'exception des panneaux de quart arrière qui étaient peints de couleur carrosserie), ainsi que de la peinture de carrosserie inférieure noire. Les poignées de porte, les serrures de porte, l'antenne et le rail d'égouttement du toit étaient brillants. Des doubles rayures de couleur assortie avec les moulures et les pare-chocs latéraux enveloppants, ainsi que des décalcomanies COBRA sur les portes étaient de série. Toutes les Cobra étaient équipées d'une petite écope de capot non fonctionnelle monté au centre (pour fournir un espace pour le filtre à air en raison de la hauteur supplémentaire du moteur 2.3 litres turbocompressé), et l'autocollant de capot Cobra était facultatif pour 1979. Les spoilers arrière n'étaient pas inclus sur les modèles de 1979, car ils ont fait leurs débuts lors de l'introduction en milieu d'année de la réplique de la Pace Car de l'Indianapolis 500. La Cobra de 1980 (5 550 produites) et la Cobra de 1981 (1 821 produites) ont reçu un nouveau pare-chocs avant et un pare-air avant avec des phares antibrouillards, une écope de capot non fonctionnelle de type capuchon et un aileron arrière (tous repris des répliques de Pace Car précédentes). Les graphiques comprenaient des bandes de ceinture de caisse, une décalcomanie de capot redessinée et des décalcomanies "COBRA" sur les deux vitres latérales et le becquet arrière. La garniture extérieure des Cobra de 1980 et 1981 était noire, y compris les poignées de porte, les serrures, l'antenne et les panneaux de quart arrière.
Les pièces intérieures spécifiques de la Cobra sur toutes les Cobra de 1979 à 1981 comprenaient des bordures de tableau de bord "Engine Turned" et trois emblèmes COBRA - un dans chaque panneau de porte et un sur le bord du tableau de bord côté passager.
Les groupes motopropulseurs se composaient du quatre cylindres turbo de 2,3 L avec transmission manuelle à quatre vitesses obligatoire (133 ch-98 kW) ou du V8 de 4,2 L (117-124 ch) (86 kW-91 kW) avec une boîte manuelle à 4 vitesses avec surmultiplication ou transmission automatique à 3 vitesses.

### Pace Car d'Indianapolis

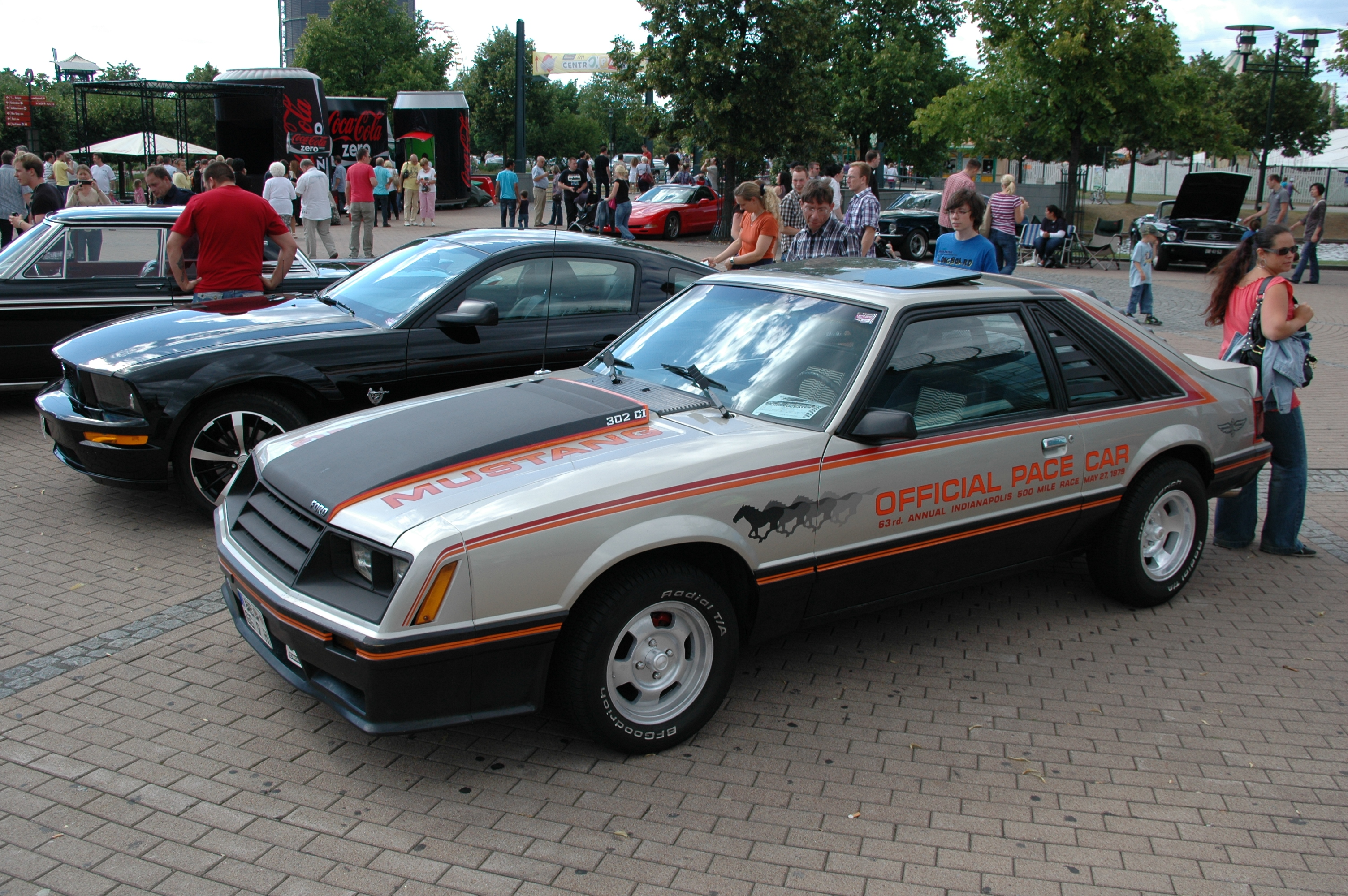
1979 Mustang Indianapolis 500 pace car

La Ford Mustang a été choisie comme pace car officielle de l'Indianapolis 500 de 1979. Ford a commémoré cet événement avec une version Pace Car "Indy 500" de mi-année (10 478 exemplaires produits). Toutes étaient finies en étain bicolore et noir avec des graphiques orange et rouge. L'extrémité avant comportait un pare-air avant unique avec des phares antibrouillards et une large écope de capot, tandis que l'extrémité arrière recevait le nouveau becquet arrière de 1979 (tous ces ajouts ont été reportés sur les Cobra de 1980 et 1981). L'intérieur noir présentait des sièges Recaro avec des inserts à motifs noirs et blancs. Il y avait un moteur quatre cylindres turbo de 2,3 L avec transmission manuelle à quatre vitesses obligatoire ou un V8 de 4,9 L (aussi nommé «5,0») avec une transmission manuelle à 4 vitesses avec surmultiplication ou une transmission automatique à 3 vitesses. Les voitures de production comprenaient un toit ouvrant. Cependant, les trois pace car réelle ont été équipées d'un T-top par Cars & Concepts de Brighton, MI. L'option de toit à panneau amovible ne deviendrait pas une option disponible avant l'année modèle 1981. Un registre de ces pace car est disponible sur.

### Modèles GT, L, GL, GLX

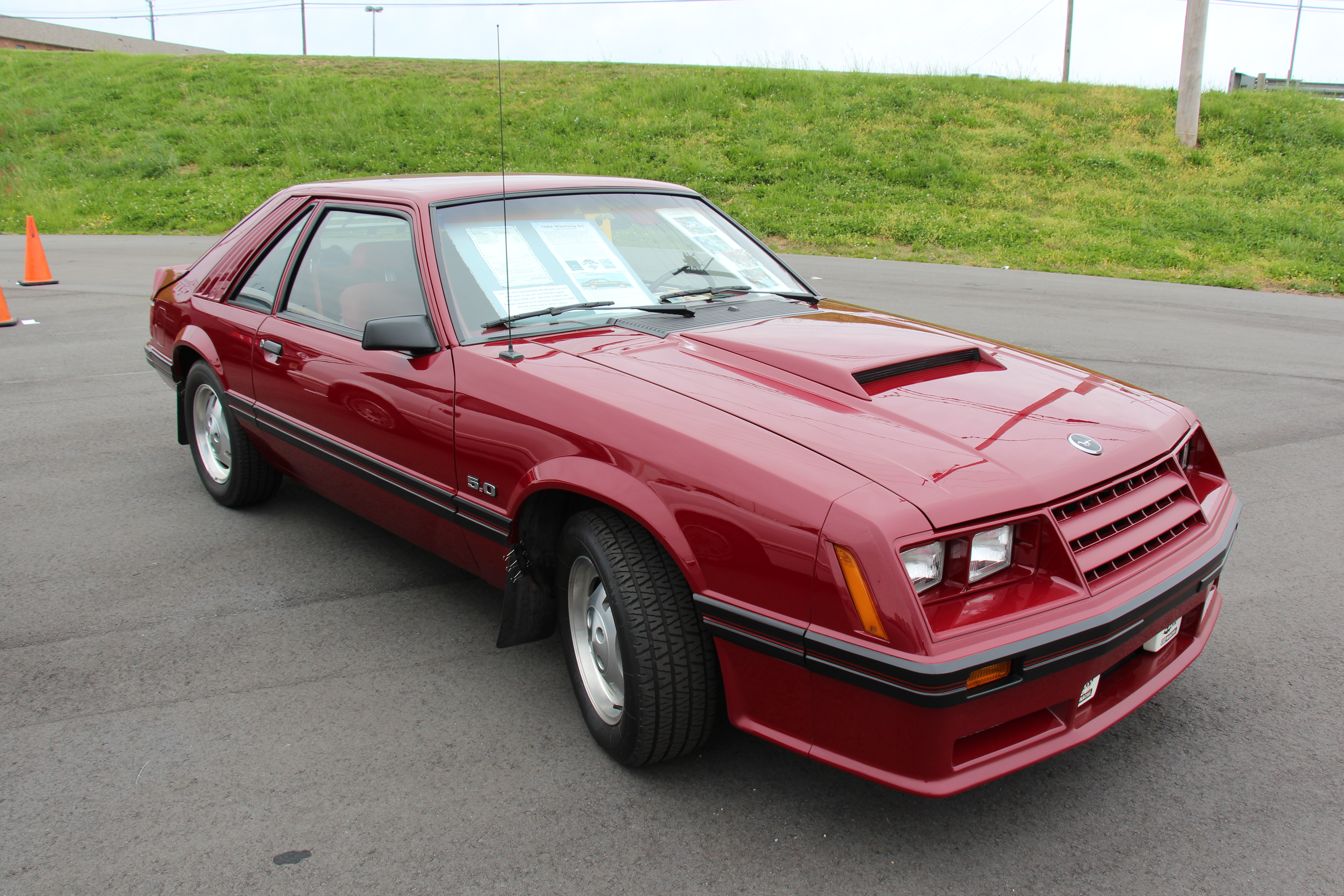
1982 Ford Mustang GT hatchback

En 1982, le modèle Cobra a été abandonné au profit de la Mustang GT, qui est revenue après 13 ans. Cela gagnerait le slogan, « Le patron est de retour ! » Ce nouveau modèle GT présentait un moteur de 4,9 L, aussi nommé "5 litres" (ou "The 5.0"), repensé avec 159 ch (117 kW) avec de nouvelles soupapes, une came plus agressive (d'une Torino de 1973 avec application 351 W), un carburateur à double corps plus grand, un ordre d'allumage révisé et un meilleur système d'admission et d'échappement respiratoire. La GT comprenait le pare-air avant avec des phares antibrouillards et le becquet arrière de la Pace Car de 1979 et des Cobra de 1980 et 1981. Cependant, la large écope de capot de ces modèles n'a pas été conservée et la petite écope de capot de la Cobra de 1979 a fait son retour sur la GT. Seules quatre couleurs étaient proposées sur le modèle GT et elles se composaient de Dark Red, Bright Red, Silver et Black. Le moteur 5.0 était disponible sur les modèles à finition inférieure. Elle a également formée la base des voitures «SSP» (Special Service Package) qui ont été utilisées par le gouvernement et les forces de l'ordre de la police, et étaient presque exclusivement commandées dans la carrosserie berline 2 portes. Le V8 de 4,2 litres était disponible pour la dernière fois sur tous les modèles de Mustang et uniquement avec une transmission automatique. Les niveaux de finition ont également été révisés pour inclure désormais les modèles L (base), GL et GLX sous le modèle GT. Le modèle Ghia a été abandonné.

### Groupes motopropulseurs
Les moteurs pour les modèles de 1979 à 1982 comprenaient le quatre cylindres en ligne Pinto 89 ch (66 kW) de 2,3 L, le V6 Cologne 2,8 L de 111 ch (81 kW) (fabriqué par Ford en Allemagne) et le V8 4,9 L de 142 ch (104 kW); qui était également nommé le moteur de 5,0 L avec des badges comme tels sur les ailes avant. Tous ont été repris de la gamme Mustang II. Peu de temps après le début de l'année modèle, un moteur six cylindres en ligne 3,3 L de 90 ch (66 kW) était disponible. Les fournitures du V6 de 2,8 L se sont avérées insuffisantes, ce qui a entraîné son interruption à la fin de 1979. Un nouveau quatre cylindres turbo 2,3 L de 134 ch (98 kW) a fait ses débuts et offrait une puissance similaire a celui du V8. Le constructeur avait des plans pour que ce moteur inaugure une nouvelle ère de performances. Les modèles 2.3 et 2.3 turbo, ainsi que les modèles V8, pouvaient également être équipés de la suspension de gestion TRX nouvellement développée qui comprenait des pneus Michelin de 390 mm et des roues de taille métrique.
À la suite de la deuxième crise pétrolière en 1979, le moteur de 4,9 L, aussi nommé «5,0», a été abandonné au profit d'un nouveau V8 de 4,2 L en raison de sa meilleure économie de carburant. Le 255 était le seul moteur V8 offert en 1980 et 1981. Fondamentalement, un plus petit moteur 302, il produisait 122 ch (89 kW), la puissance la plus faible jamais vue pour une Mustang V8. Le moteur 255 était uniquement accouplé avec la transmission automatique à trois vitesses. Cela signifiait que le turbo de 2,3 L était le seul moteur «performant». Le turbo 2.3, en proie à des problèmes de fiabilité, était une option jusqu'en 1981. Il a été abandonné pour 1982 aux États-Unis, tout en restant disponible au Canada. Une version améliorée reviendrait dans la nouvelle Turbo GT de 1983. Le différentiel à glissement limité Traction-Lok était disponible pour la première fois en 1981, avec toutes les combinaisons de moteurs. Une option de transmission manuelle à cinq vitesses est arrivée tard au cours de l'année modèle 1980, à l'origine uniquement dans les moteurs à quatre cylindres de 2,3 litres. L'option T-top a fait ses débuts en 1981.

## 1983-1986
Alors que la plupart de la Mustang a été reportée de la fin 1982 pour 1983, il y avait quelques changements et améliorations sur le modèle "à plate-forme Fox" alors âgé de cinq ans. Le carénage avant a été redessiné avec un nez plus arrondi et une calandre remodelée. De nouveaux feux arrière horizontaux plus larges avec des clignotants orange dédiés ont remplacé les unités à section verticale. Ce fut également la première Mustang à utiliser le logo "Ovale Bleu" de Ford à l'extérieur, à l'avant et à l'arrière. Ford a ajouté un cabriolet à la gamme Mustang pour 1983, après une absence de neuf ans. La majorité des cabriolets étaient équipés du nouveau V6 de 3,8 L et partageaient le même V8 de 5,0 L à quatre corps que la GT, avec des transmissions manuelle et automatique à 5 vitesses dans la version GLX, bien que 993 GT aient également été produites. La Mustang GT a reçu un carburateur à quatre corps et un nouveau collecteur d'admission, portant la puissance à 177 ch (130 kW). Le quatre cylindres turbocompressé de 2,3 L est également revenu au milieu de l'année 1983, maintenant à injection de carburant et produisant 147 ch (108 kW). Les ventes de la Turbo GT ont été affectées par un prix de base plus élevé mais des performances inférieures à celles du 5.0, et par le manque de climatisation disponible avec ce groupe motopropulseur. Le V6 Essex de 3,8 L a remplacé le six cylindres en ligne de 3,3 L, car le moteur de 3,3 L avait peu de demande et a été abandonné après 1982.
Pour 1984, les GL et GLX ont été abandonnées, laissant les L, GT et Turbo GT tout en ajoutant de nouvelles finitions, les LX et SVO. Ford a également reconnu le 20e anniversaire de la Mustang avec la GT350, essentiellement une série limitée des modèles GT et Turbo GT. 5 260 modèles à hayon et cabriolet ont été construits, tous garnis d'extérieurs Oxford White et d'intérieurs Canyon Red. Elles arboraient des bandes de bas de caisse GT350 rouges et des emblèmes Pony à trois barres sur les ailes avant.
Deux V8 302 étaient disponibles, une version à carburateur (voitures à transmission manuelle) ou un nouveau moteur à injection électronique de 167 ch (123 kW) (voitures à transmission automatique). Une nouvelle suspension arrière «Quadra-Shock», qui a remplacé les barres de clapet par des amortisseurs d'essieu montés horizontalement, est devenue disponible après quelques mois de production. Après 1984, l'option TRX a été retirée pour la Mustang.

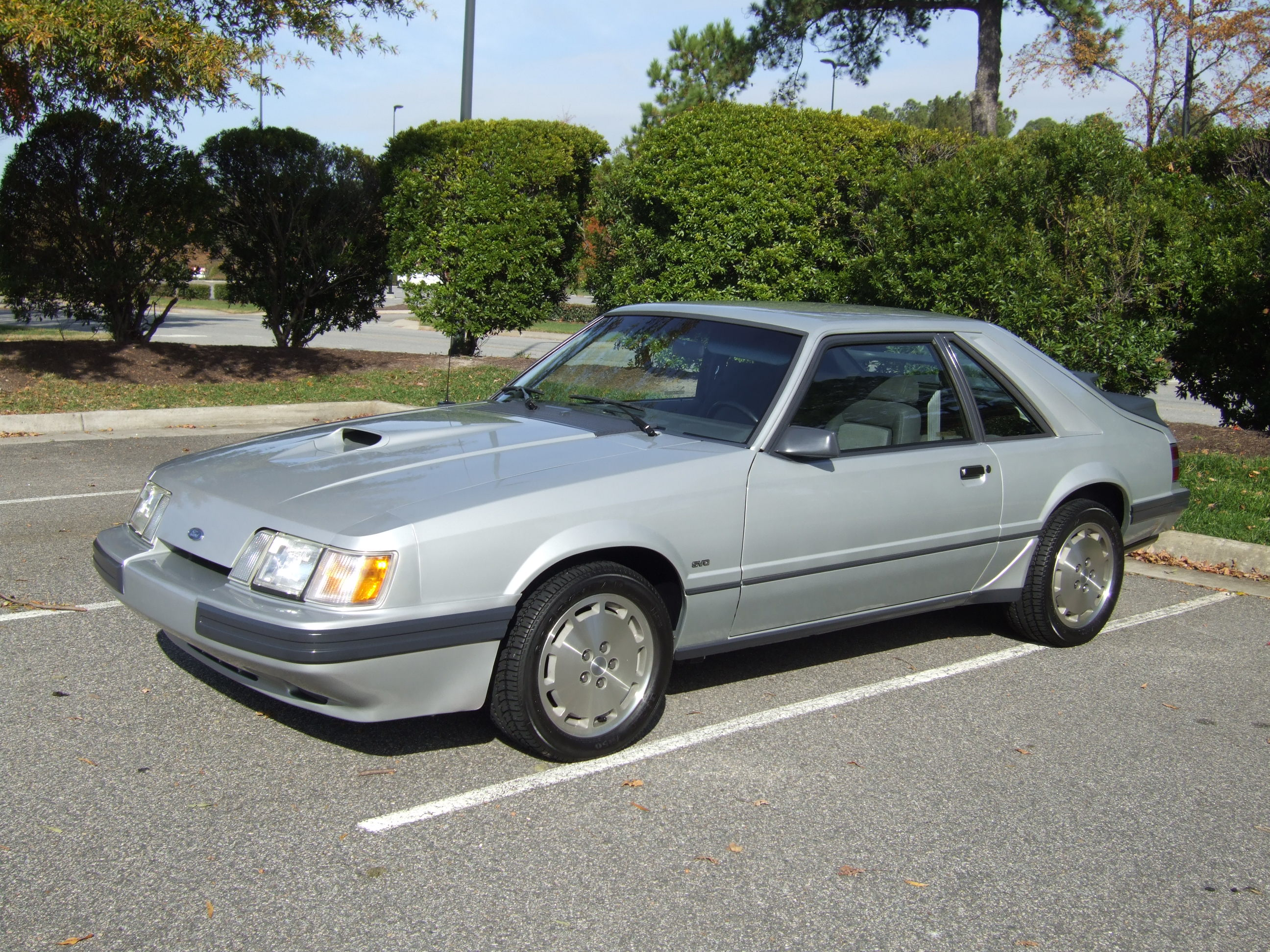
1986 Mustang SVO

La nouvelle Mustang SVO est apparue pour la première fois en 1984 et a été produite jusqu'en 1986. Le quatre cylindres en ligne turbocompressé de 2,3 L produisait initialement 177 ch (130 kW) pour 1984, augmentés à 208 ch (153 kW) à partir de la moitié de l'année modèle 1985 et se terminant par 203 ch (149 kW) pour 1986. Les freins à disque aux quatre roues, les roues de 16 pouces et un aileron arrière de style biplan spécifique à la SVO étaient quelques-unes des différences entre la SVO et le reste de la gamme Mustang. Le carénage avant unique comportait un conduit d'admission de capot décalé pour le refroidisseur intermédiaire du turbo et un nez sans calandre avec de simple phares rectangulaires à faisceau scellé et encastrés, des feux de stationnement intérieurs affleurants et des clignotants extérieurs enveloppants. L'avant était destiné à utiliser des phares aérodynamiques affleurants en composites avec des ampoules remplaçables, mais ceux-ci n'avaient pas été approuvés à temps par le département américain des transports pour la production. Les phares Aero sont finalement apparus sur la SVO de 1985½.
Hagerty (assurance), spécialisée dans les voitures classiques, appelle l'introduction de la première Mustang de 203 ch (149 kW) en 1985 la fin de l'ère Malaise dans la conception automobile américaine.
Pour 1985, le carénage avant a été redessiné avec un nez sans calandre avec une fente d'admission d'air horizontale. La Mustang GT a reçu de nouvelles culasses E5AE, un carburateur Holley révisé à quatre corps, un nouvel arbre à cames à rouleaux plus agressif (uniquement dans les modèles à transmission manuelle), des collecteurs d'échappement moins restrictifs et un pseudo-double échappement qui apportait plus de puissance à un moteur de 213 ch (157 kW) de puissance modérée. Ce serait le dernier V8 à carburateur de la Mustang. 1985 a vu le départ des L et Turbo GT, laissant les LX, GT et SVO. Pour 1986, Ford a lancé le premier V8 à injection multiport de 4,9 L, d'une puissance de 203 ch (149 kW).

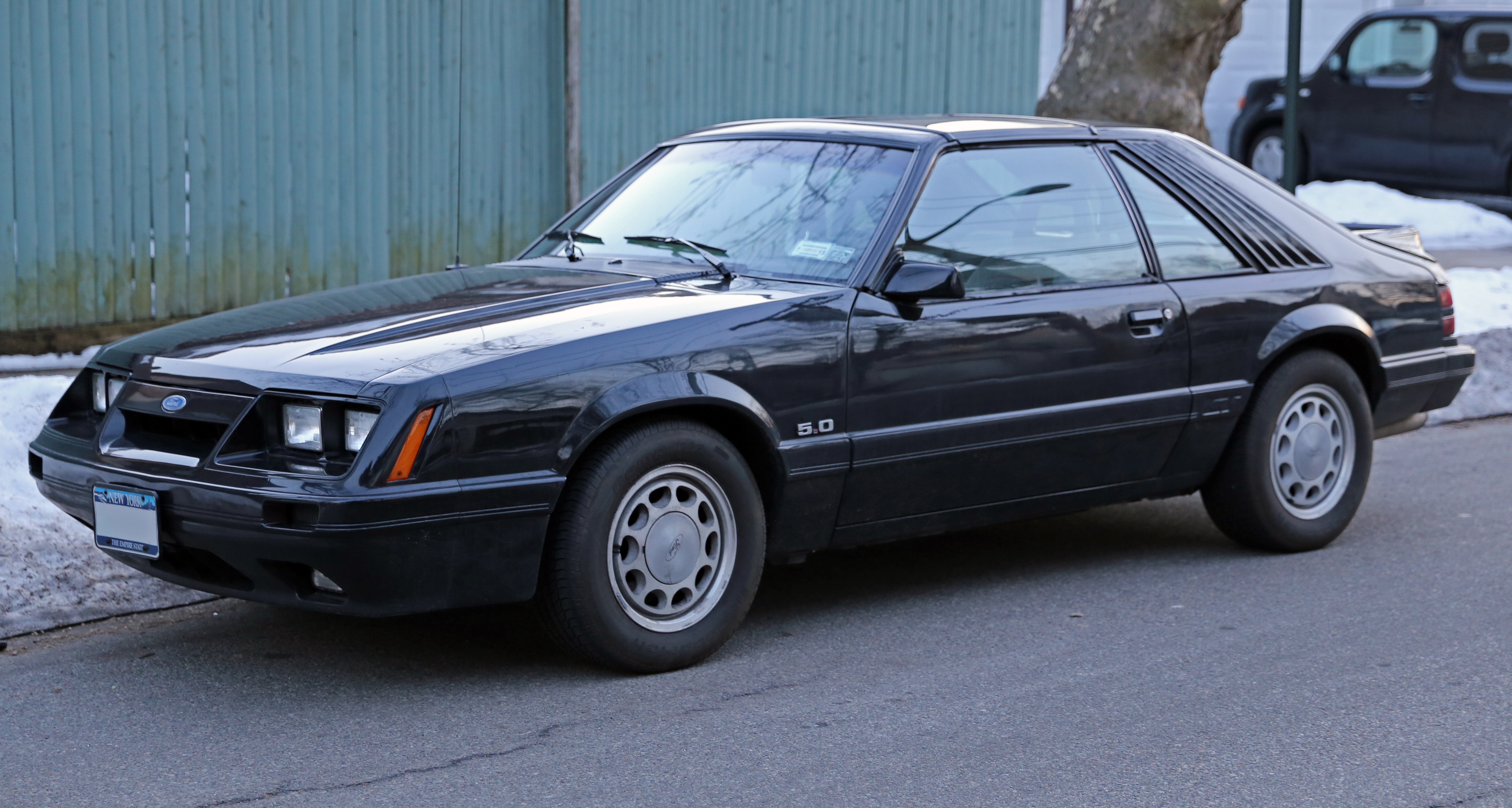
1986 Ford Mustang GT 5.0 T-top

En 1986, la Mustang GT a vu une transmission comprenant un nouvel embrayage de 267 mm (au lieu de 254 mm). L'arrière de 191 mm a été éliminé des modèles V8 au profit d'un arrière de 224 mm plus fort, avec celui de 191 mm relégué aux applications à moteur de 2,3 L (SVO inclus) et 3,8 L. L'injection centrale de carburant a été utilisée sur le 2,3 L non-turbo dans les versions automatiques, mais a été abandonnée l'année suivante au profit d'une injection de carburant multiport plus efficace. Le feu stop central, sous mandat fédéral, était monté sur le becquet arrière désormais standard pour les modèles à hayon, à l'intérieur en bas de la lunette arrière pour les modèles à malle et sur le bord arrière du porte-bagages standard pour les cabriolets.
| 1983 | 177 ch (130 kW) à 4 200 tr/min | 332 N m à 2 400 tr/min | 4V carb   | SROD or T-5 |                    |
| 1984 | 167 ch (123 kW) à 3 800 tr/min | 332 N m à 2 000 tr/min | EFI (CFI) | AOD         |                    |
|      | 177 ch (130 kW) à 4 200 tr/min | 332 N m à 2 400 tr/min | 4V carb   | T-5         |                    |
| 1985 | 167 ch (123 kW) à 3 800 tr/min | 332 N m à 2 000 tr/min | EFI (CFI) | AOD         | jusqu'à 19/11/1984 |
|      | 182 ch (134 kW) à 3 800 tr/min | 332 N m à 2 000 tr/min | EFI (CFI) | AOD         | après 19/11/1984   |
|      | 213 ch (157 kW) à 4 400 tr/min | 359 N m à 3 200 tr/min | 4V carb   | T-5         |                    |
| 1986 | 203 ch (149 kW) à 4 000 tr/min | 386 N m à 3 000 tr/min | SEFI      | AOD or T-5  |                    |

### Sport automobile
La Mustang est devenue le principal challenger de Ford dans les premières années des courses de voitures de tourisme du groupe A en Europe et en Australie. La Mustang, utilisant le moteur V8 de 4,9 L, n'a connu qu'une vie limitée en tant que prétendante aux différents championnats d'Europe, étant remplacée en 1985 par la Ford Sierra XR4Ti turbocompressée. L'Australien Dick Johnson a acheté deux Mustang construites à la mi-1984 par l'équipe allemande Zakspeed pour une utilisation tout au long des saisons de voitures de tourisme australiennes de 1985 et 1986, car Ford Australie n'a homologué ni la Ford Falcon XE de construction australienne ni sa remplaçante, la Falcon XF, pour la course. Johnson a remporté une course dans la course de soutien du groupe A pour le Grand Prix d'Australie de 1985, ainsi que plusieurs classements aux Championnats d'Australie de voitures de tourisme de 1985 et 1986. La vie compétitive de la Mustang dans le groupe A a pris fin à la fin de 1986 et a été remplacée en 1987 par la Ford Sierra RS Cosworth turbocompressée de conception européenne.

## Mexique

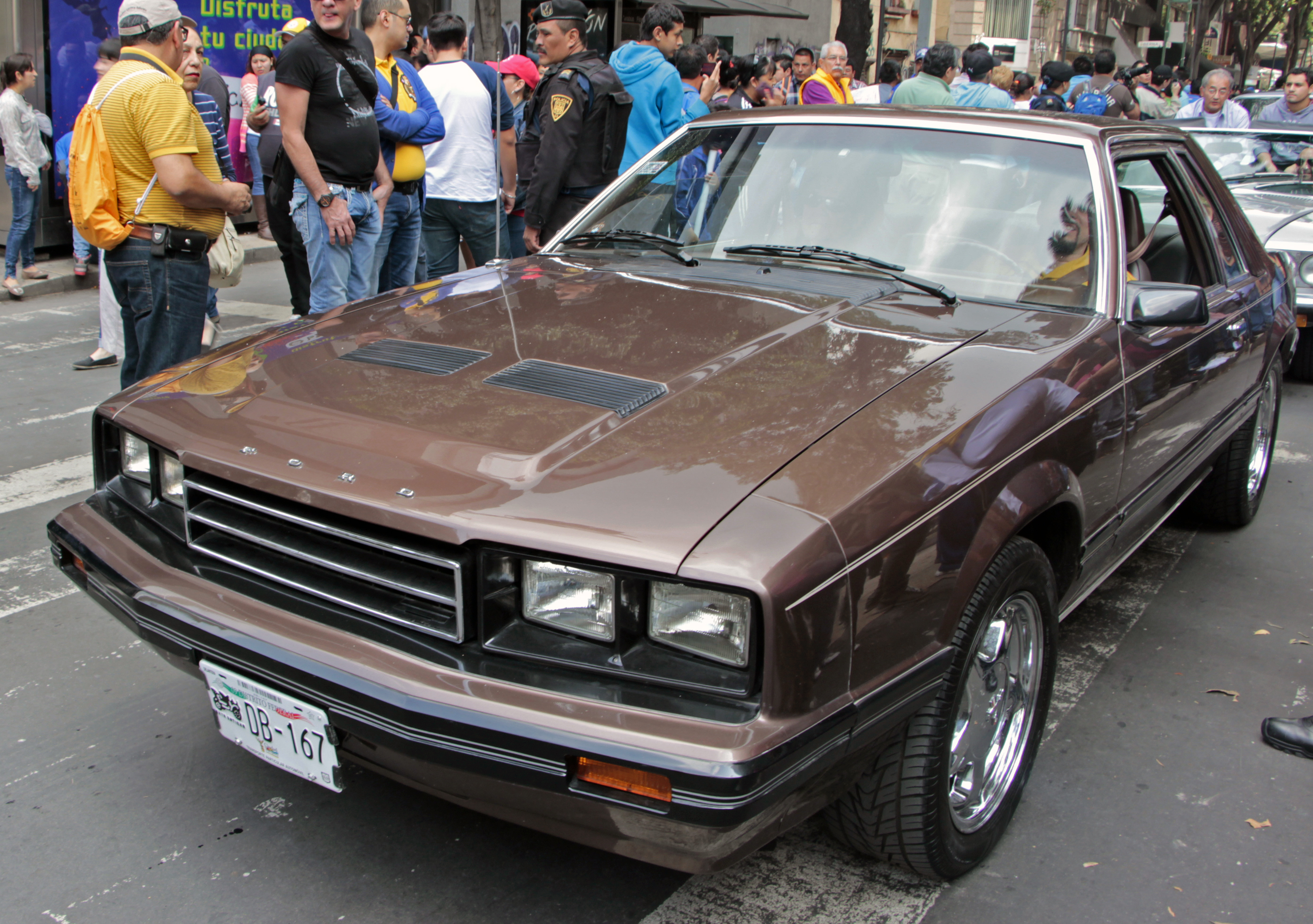
1983 Ford Mustang coupé, Mexican market version

La Mustang à plate-forme Fox a été fabriquée dans l'usine Ford de Cuatitlan Itzcalli (située à Mexico) de 1979 à 1984. Les styles de carrosserie coupé et à hayon ont été proposés. Ces Mustang de construction mexicaine avaient une apparence hybride de 1981 à 1984, en utilisant certaines parties de la carrosserie de la Mercury Capri.

### 1979-1982
Les modèles de 1981 et 1982 (coupé et à hayon) ont reçu des feux arrière de Capri à nervures horizontales, ainsi qu'un carénage avant de Capri pour le modèle de 1982.

### Coupé de 1983-1984
Le modèle de 1983 avait un bouclier avant de Capri, tandis que le modèle 1984 avait le bouclier avant de la Mustang standard. Un coupé SVO de 1984 était également proposé avec des feux arrière SVO.

### Hayon de 1983-1984
Le style de carrosserie de la Capri a été utilisé pour les modèles à hayon de 1983-1984 qui comportaient un hayon en verre de style «bulle», des feux arrière de Capri et des ailes larges de Capri, bien que les modèles de 1984 aient le carénage avant de la Mustang standard. Une option SVO était disponible pour le modèle de 1984.

## Remplaçante proposée
Article principal : Ford Probe

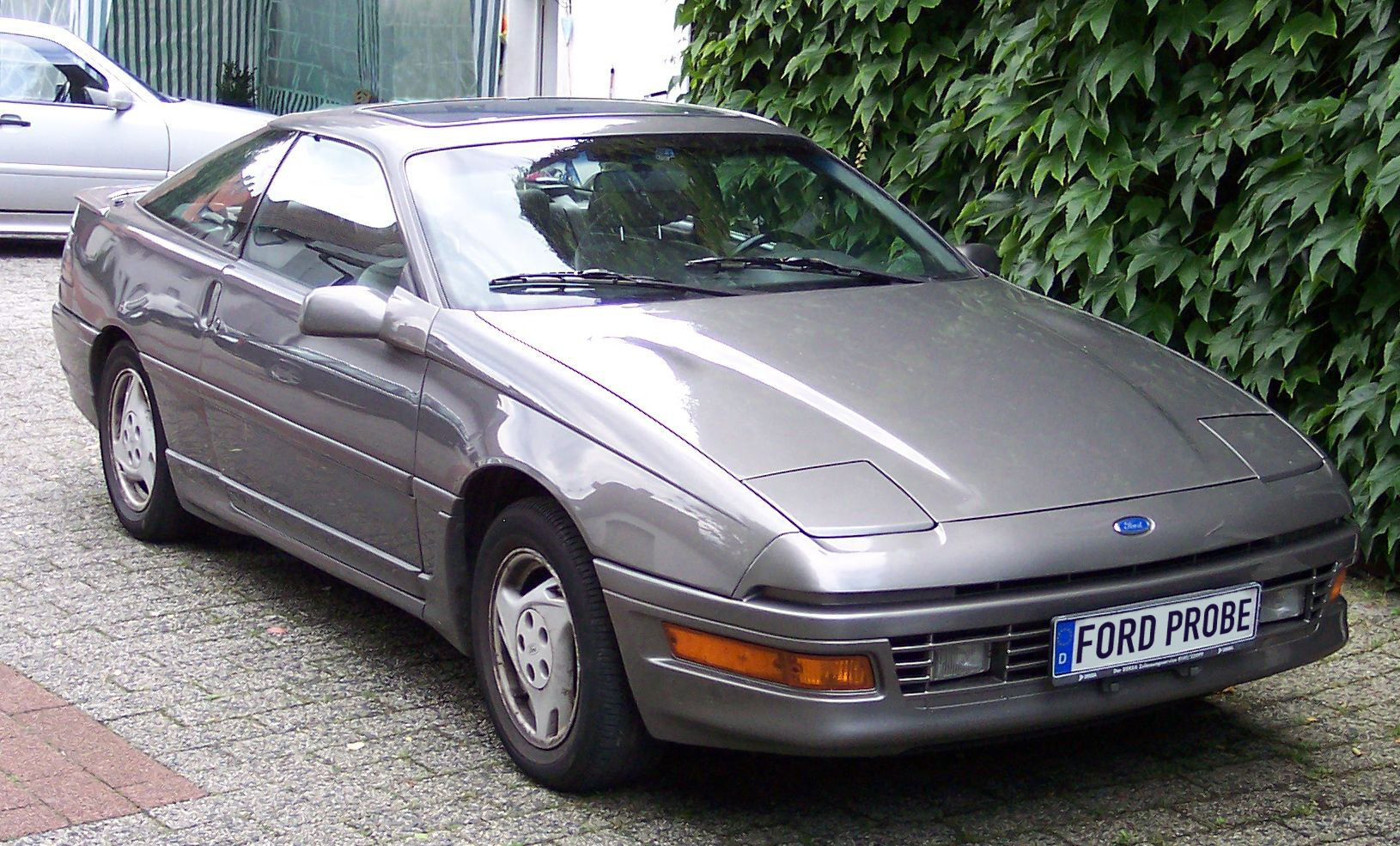
Ford Probe

Au milieu des années 1980, les ventes de Mustang étaient en baisse. Les ventes dépassaient 100 000 unités par an, mais étaient minimes par rapport aux chiffres précédents. Ford pensait que la Mustang avait perdu sa place sur le marché. Ils ont ensuite annoncé qu'ils remplaceraient la Mustang à traction arrière par une version à traction avant dérivée de Mazda. Les fans de Mustang ont rapidement répondu et envoyé à Ford des centaines de milliers de lettres, leur demandant de continuer la production de la Mustang à traction arrière. Ford a répondu en poursuivant la production de la Mustang à traction arrière et a renommé la version à traction avant Probe, qui a fini par remplacer la Ford EXP basée sur l'Escort.

## 1987-1993

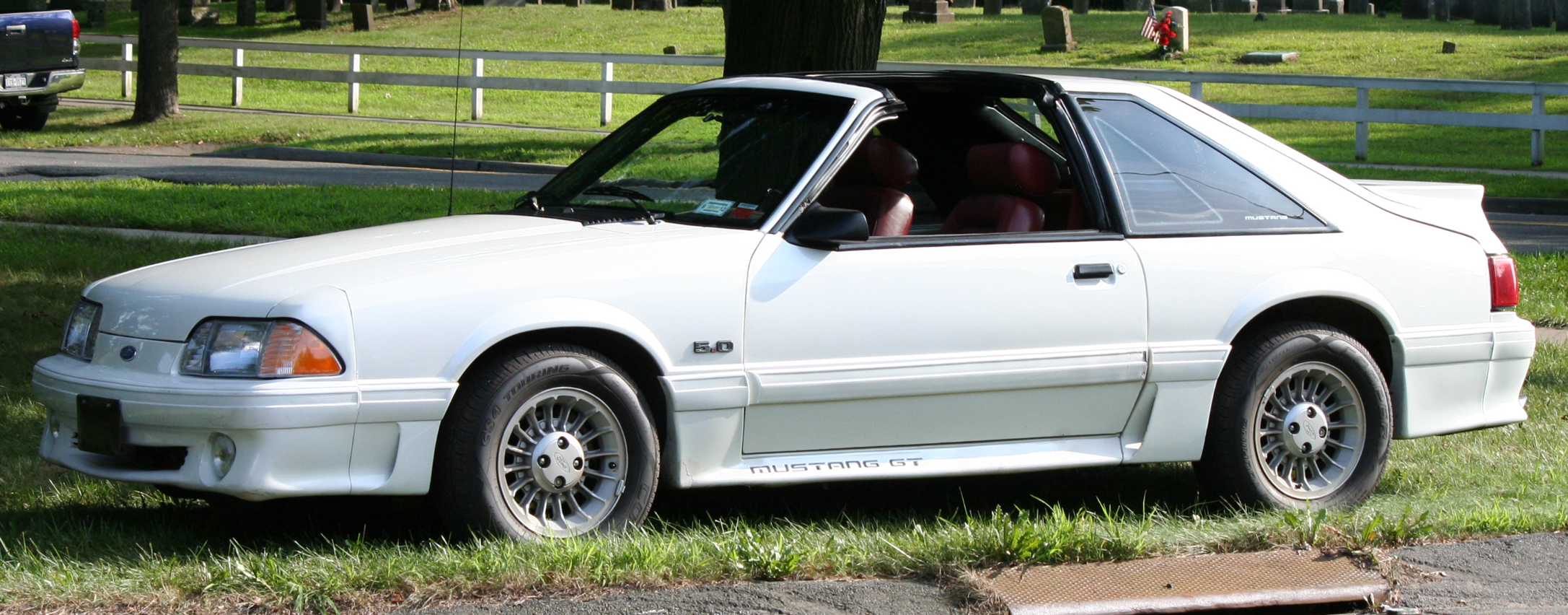
Ford Mustang 5.0 T-top

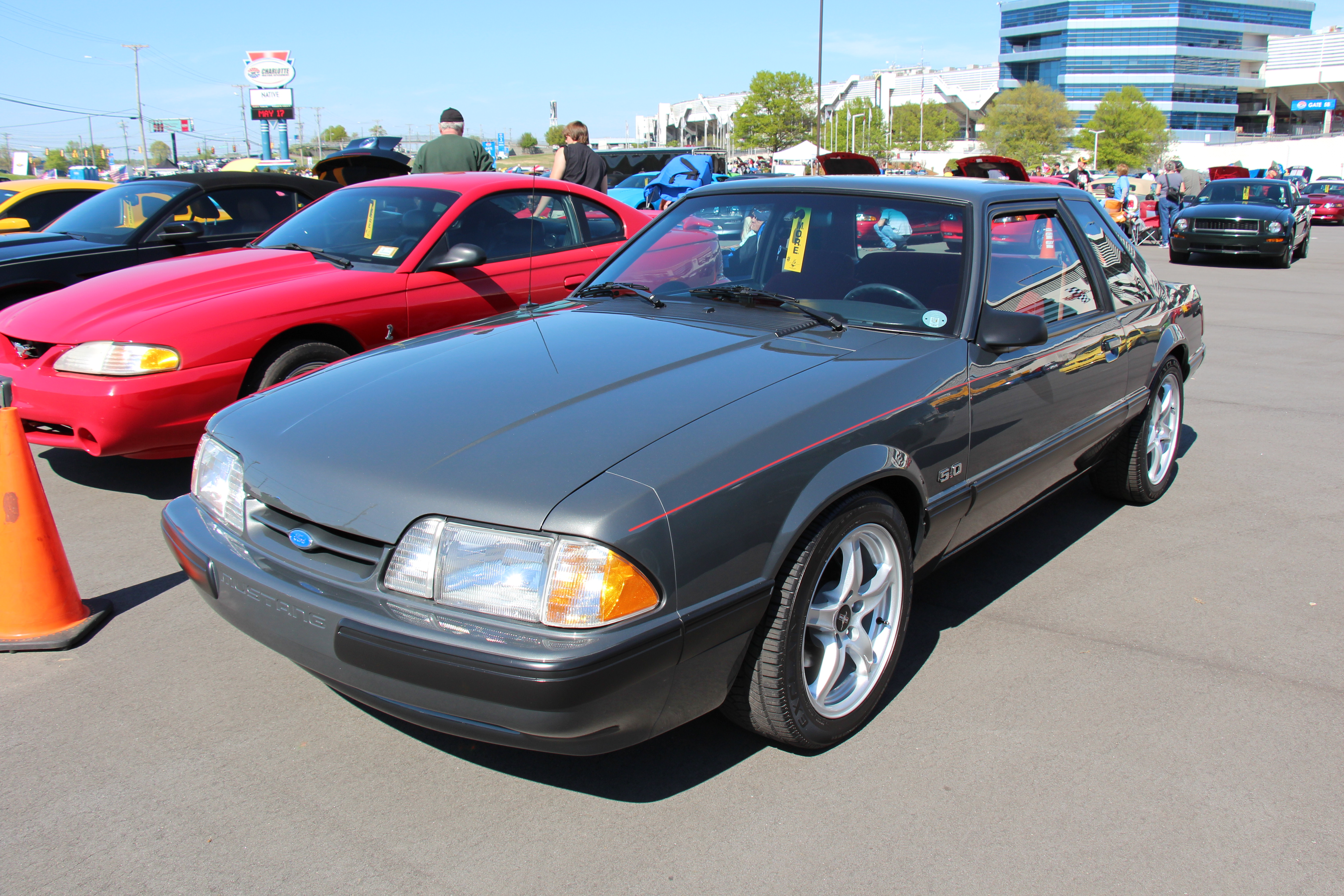
1989 Ford Mustang LX Coupe

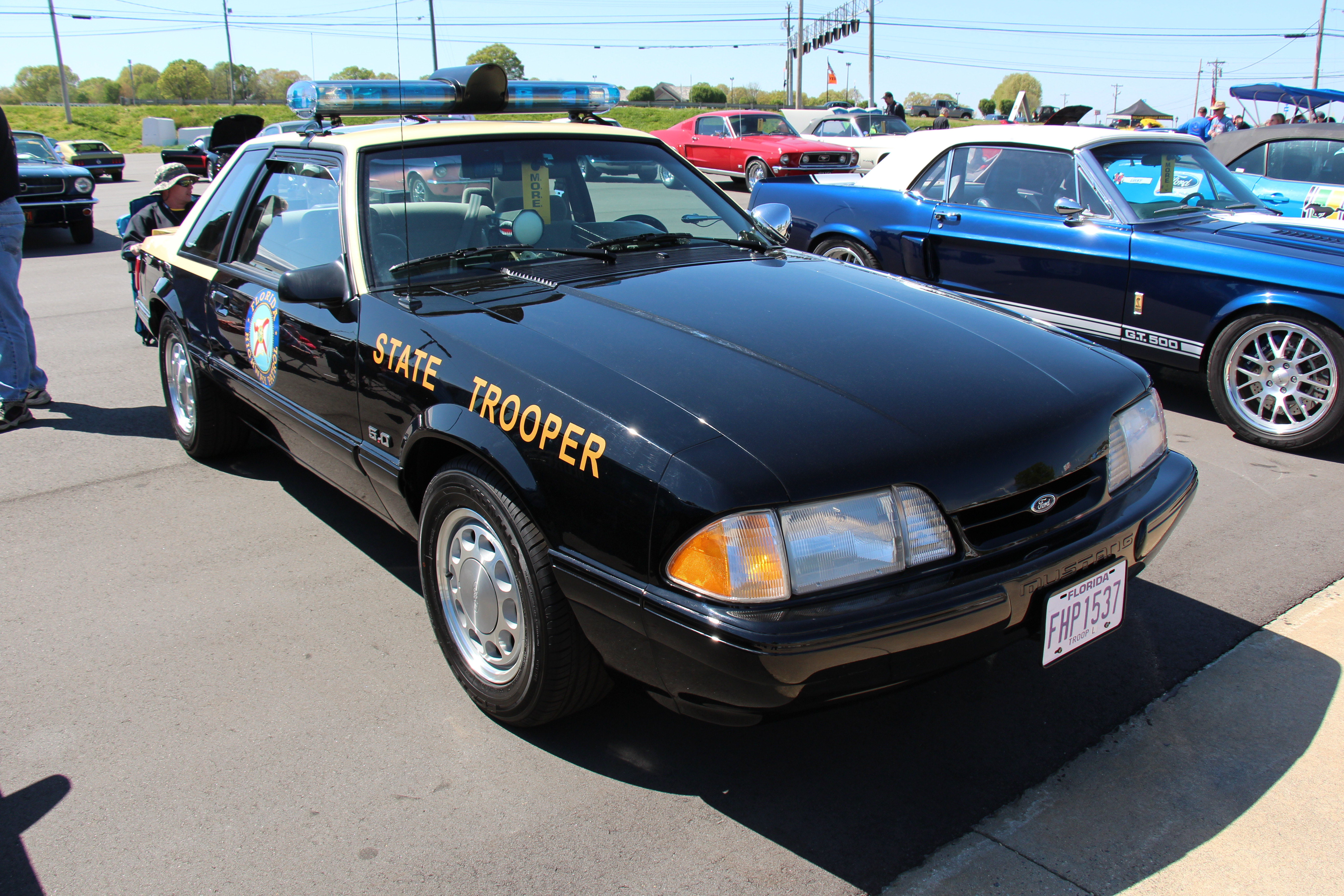
1992 Ford Mustang SSP used by the Florida State Police

En août 1986, la Mustang a reçu un lifting pour l'année modèle 1987 à la fois à l'intérieur et à l'extérieur. L'avant a été redessiné pour ressembler davantage à la SVO, ce qui donnait à la voiture un look plus "Aero", en accord avec la direction générale du style moderne de Ford. L'intérieur a reçu un tout nouveau tableau de bord, une console centrale et une garniture de siège et de porte révisée. Avec la SVO abandonnée, les modèles ont maintenant été réduits à LX et GT. Les feux arrière de la LX ont été révisés avec des lentilles claires pour les clignotants, tandis que la GT portait désormais des lentilles à triple persienne de couleur carrosserie. Les fenêtres de quart arrière ont perdu leurs persiennes et arboraient maintenant un seul grand morceau de verre affleurant avec l'inscription "Mustang" dans les coins inférieurs vers l'arrière. Les GT présentaient de nouveaux phares antibrouillard ronds, une jupe de bas de caisse latérale aérodynamique et de nouvelles roues de 15 pouces (380 mm) de style turbine. Les Mustang avec moteur 5,0 L de 4,9 L sont devenues populaires auprès de l'industrie de la performance du marché secondaire. L'option V6 a été abandonnée tandis que le quatre cylindres de 2,3 L a gagné l'injection de carburant, ne laissant que le quatre cylindres de 2,3 L et le V8 de 4,9 L (aussi nommé The «5.0»).
Les Mustang à moteur V8 ont reçu des têtes E7TE et des pistons en aluminium forgé avec des soupapes de décharge en 1987, par opposition aux têtes plates utilisés l'année précédente. Les culasses E7 provenaient de la gamme des pick-ups après que la conception de l'orifice de turbulence de 1986 ait démontré des problèmes de performance. Les puissances nominales sont passées à 228 ch (168 kW) et 410 N m de couple. Aucun changement majeur n'a été observé pour 1988, bien que l'option T-top pour les modèles à hayon ait été abandonnée au milieu de l'année.
Pour 1989, le système informatique de densité de vitesse de la Mustang a été remplacé par un Système d'Air Massique (les Mustang de 1988 vendues en Californie avaient également le SAM). Ce changement a légèrement réduit la puissance d'usine, mais il a rendu les Mustang beaucoup plus faciles à modifier. Avec le système d'air massique, les modifications apportées à l'admission, au moteur et au système d'échappement seraient reconnues et compensées par l'ECU, ce qui se traduirait par un rapport air/carburant correct et une puissance optimale. Le seul geste de Ford lors du 25e anniversaire de la Mustang était petit, un emblème de tableau de bord côté passager avec le logo du cheval au galop apposé sur tous les modèles construits entre le 27 mars 1989 et la fin de l'année modèle 1990. Enfin, en 1989, les ressources de Ford ont commencé à se concentrer sur la prochaine Mustang, qui devrait faire ses débuts à la fin de 1993. Jusqu'à sa retraite en 1993, il y aurait peu de changements dans la gamme de modèle, mais les changements seraient visuels.
Pour 1990, la Mustang a ajouté un nouveau volant avec airbag et un panneau de tableau de bord inférieur révisé avec renfort de genou côté conducteur. Le volant inclinable disponible, cependant, a été abandonné au profit d'une colonne de direction révisée équipée d'airbag. Une série limitée de cabriolets LX équipés de moteur 5,0 L - toutes peintes en Emerald Green avec des toits décapotables blancs, intérieurs en cuir Oxford White avec sièges GT, et des jantes en alliage de 15" de style turbine - ont été produites pour un concours de tir sur demi-terrain de la NCAA, parrainé par la marque de soda 7-Up, mais l'événement a été annulé peu de temps avant le début prévu. Ford, ayant déjà produit 4 103 véhicules (2 743 avec la transmission automatique AOD à quatre vitesses avec surmultiplication et 1 360 avec la transmission manuelle T-5 à cinq vitesses), les a mis à la disposition des concessionnaires. Les panneaux de quarts arrière intérieurs, remaniés pour l'année modèle 1990, ont éliminé les accoudoirs latéraux pour les passagers arrière, mais ont gagné de grands panneaux de haut-parleurs pour une meilleure qualité sonore pour la stéréo. Les vides-poches et la peinture transparente sont également devenues la norme pour la Mustang de 1990, ainsi que la disponibilité de garnitures intérieures en cuir en option.

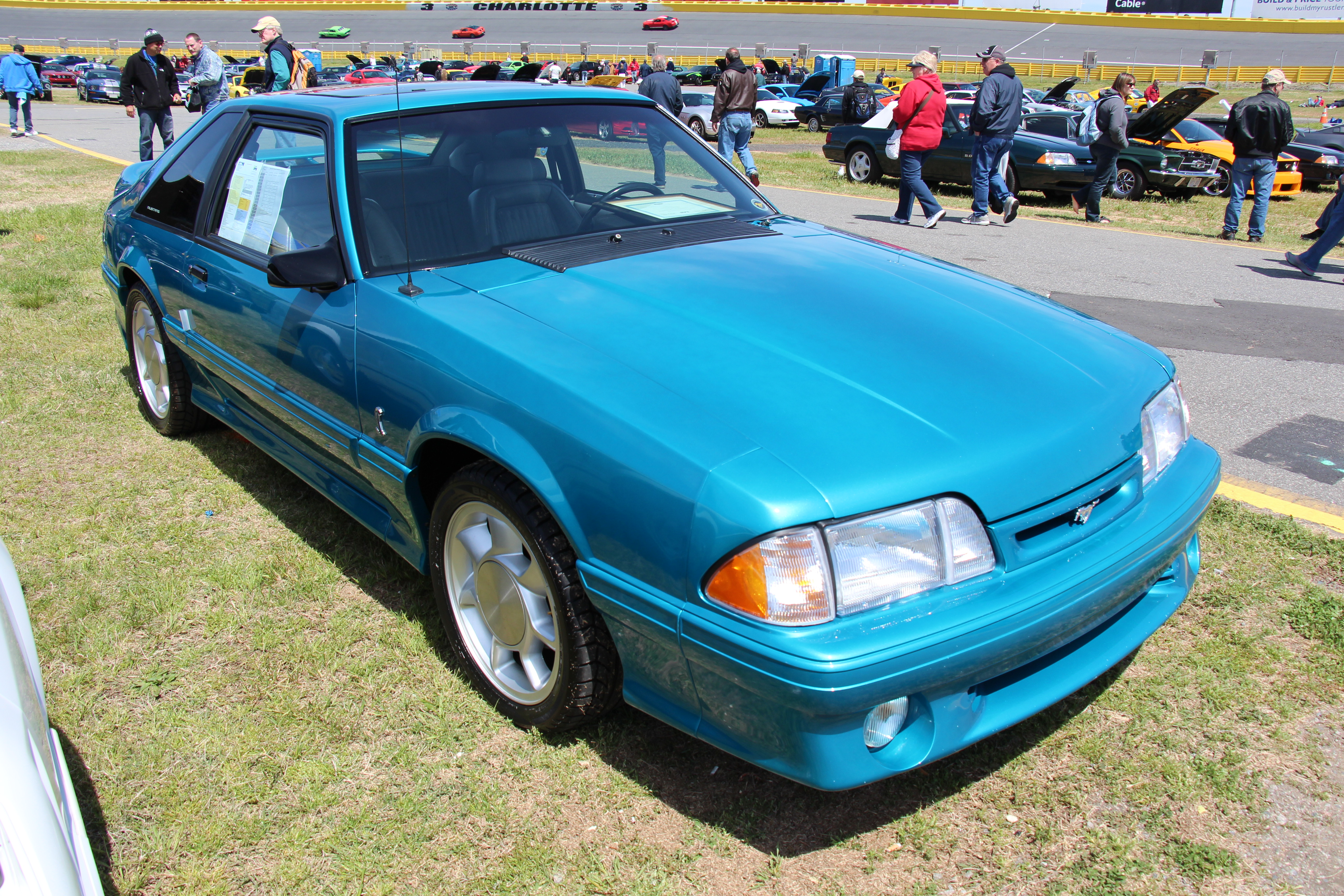
1993 Ford Mustang SVT Cobra hatchback

Les changements du moteur quatre cylindres en ligne de 2,3 L pour l'année modèle 1991 comprenaient une augmentation de la puissance (de 88 à 105) en raison d'une culasse révisée avec deux bougies d'allumage par cylindre. Les prix du modèle de base de la Mustang ont dépassé 10 000 $ pour la première fois et les ventes ont commencé à chuter. Un toit révisé pour le cabriolet a permis au toit de se replier plus près de la carrosserie. Les modèles équipés de V8 ont reçu de nouvelles jantes à cinq branches en alliage 16" de style "étoile".
En 1993, Ford a opté pour des pistons hypereutectiques moulés pour tous les moteurs de (4,9 L et a également reclassé la GT à 208 ch (153 kW) et 373 N m de couple. Cette estimation était plus précise étant donné que les puissances nominales précédentes avaient été faites avant l'ajout du système de débit d'air massique, des révisions mineures du profil d'arbre à cames et d'autres petits changements apportés tout au long de la production. Les interrupteurs de lève-vitre électriques individuels rarement utilisés, montés dans les grilles de haut-parleur du panneau de quart arrière, à l'arrière des modèles convertibles, ont été supprimés. La commande des vitres électriques arrière était désormais reléguée au panneau de commande de la porte conducteur. Les bandes de frottement de pare-chocs et les moulures latérales noires des modèles LX étaient désormais couleur carrosserie. Semblable à la Mustang 7-Up de 1990, pour 1992, Ford a produit 3 333 cabriolets LX 5.0 édition spéciale Spring (de mi-1992) avec un extérieur Vibrant Red et intérieurs en cuir Oxford White. Également pour 1993, les modèles Limited Edition présentaient un extérieur Chrome Yellow avec un intérieur en cuir noir ou blanc, ou un extérieur Vibrant White avec intérieur en cuir blanc. Dans le cadre de la division Ford SVT nouvellement créée, la Ford Mustang Cobra SVT de 1993 était proposée avec le V8 de 4,9 L qui produisait 238 ch (175 kW) à 5 000 tr/min et 386 N m de couple à 4 000 tr/min. Doté d'un style plus sobre que la GT, la Cobra utilisait le nouvel équipement de moteur haute performance GT-40 de Ford. Un modèle Cobra R a également été produit pour 1993 qui utilisait le même moteur que la Cobra standard. Elle comportait des freins plus gros, des amortisseurs et des jambes de force Koni, un refroidisseur d'huile moteur, un refroidisseur de direction assistée et une suppression des sièges arrière. Des options telles que la climatisation et un système stéréo n'étaient pas disponibles dans la Cobra R. La production de la Mustang de troisième génération s'est terminée en septembre 1993. La Mustang de 1993 a été la première avec un lecteur CD optionnel d'usine. Enfin, 1993 a également marqué la fin des Mustang SSP Police «officiels», bien que certaines agences aient continué à acheter des Mustang standard pour une utilisation sous couverture ou intercepteur routier.